# Todtnau
Todtnau es una ciudad ubicada en el sur de la Selva Negra, en el distrito de Lörrach, Baden-Wurtemberg, Alemania. Tiene una población estimada, a fines de 2020, de 4823 habitantes.
- Cascada de Todtnau

## Enlaces
- Wikimedia Commons alberga una categoría multimedia sobre Todtnau.
- Sitio web de Todtnau